# Quảng cáo trực tuyến
Quảng cáo trực tuyến, còn được gọi là tiếp thị trực tuyến, quảng cáo Internet, quảng cáo kỹ thuật số hoặc quảng cáo web, là một hình thức tiếp thị và quảng cáo sử dụng Internet để truyền tải thông điệp tiếp thị quảng cáo đến người tiêu dùng.
Quảng cáo trực tuyến bao gồm tiếp thị qua email, tiếp thị công cụ tìm kiếm (SEM), tiếp thị truyền thông xã hội, nhiều loại quảng cáo màn hình kỹ thuật số (bao gồm quảng cáo biểu ngữ web) và quảng cáo trên thiết bị di động. Giống như các phương tiện quảng cáo khác, quảng cáo trực tuyến thường liên quan đến nhà xuất bản, người tích hợp quảng cáo vào nội dung trực tuyến và nhà quảng cáo, người cung cấp quảng cáo sẽ được hiển thị trên nội dung của nhà xuất bản. Những người tham gia tiềm năng khác bao gồm các đại lý quảng cáo giúp tạo và đặt bản sao quảng cáo, một máy chủ quảng cáo cung cấp công nghệ quảng cáo và theo dõi số liệu thống kê và các chi nhánh quảng cáo làm công việc quảng cáo độc lập cho nhà quảng cáo
Quảng cáo trực tuyến đóng vai trò quan trọng vì đây một phương pháp nhanh chóng, linh hoạt và có thể đo lường được để điều chỉnh các thông điệp tiếp thị của công ty đến mọi người trên khắp thế giới.
Năm 2016, doanh thu quảng cáo trên Internet ở Hoa Kỳ đã vượt qua các kênh truyền hình cáp và truyền hình phát sóng. :14 Năm 2017, doanh thu quảng cáo trên Internet ở Hoa Kỳ đạt 83,0 tỷ đô la, tăng 14% so với 72,50 tỷ đô la doanh thu trong năm 2016.
Năm 2019, chi tiêu quảng trực tuyến trên toàn thế giới tăng 17,6% lên 333,25 tỷ đô la. Điều đó có nghĩa là, lần đầu tiên quảng cáo trực tuyến chiếm khoảng một nửa thị trường quảng cáo toàn cầu.
Ở một số quốc gia, bao gồm Vương quốc Anh, Trung Quốc, Na Uy và Canada, quảng cáo trực tuyến đã trở thành phương tiện quảng cáo thống trị. Năm nay, Mỹ và Hà Lan sẽ tham gia nhóm đó, với tỷ lệ tương ứng là 54,2% và 52,6% tổng chi tiêu quảng cáo. Ở Nga, một nửa tổng đầu tư quảng cáo sẽ chuyển sang kỹ thuật số.
Trong khi đó, tại các quốc gia kém phát triển như ở Mỹ Latinh và các khu vực Đông Nam Á, đầu tư quảng cáo kỹ thuật số sẽ tiếp tục tụt hậu so với truyền thống trong tương lai gần
Nhiều thực tiễn quảng cáo trực tuyến phổ biến đang gây tranh cãi và do đó, ngày càng chịu sự điều chỉnh của quy định. Doanh thu quảng cáo trực tuyến cũng có thể không thay thế đầy đủ dòng doanh thu của các nhà xuất bản khác. Doanh thu quảng cáo giảm đã khiến một số nhà xuất bản đặt nội dung của họ phía sau paywalls.
Nhiều người tiêu dùng thấy quảng cáo trực tuyến như Email marketing, banner ads, pop-up,... gây khó chịu và ngày càng chuyển sang chặn quảng cáo vì nhiều lý do.
Họ đã bắt đầu tìm cách loại bỏ quảng cáo với các tiện ích như AdBlock Plus được tích hợp ngay trên các trình duyệt Firefox, Chrome..., lọc bỏ email không mong muốn vào hòm thư rác, hay đơn giản chỉ là bỏ qua không quan tâm đến quảng cáo.
Trước thực tế đó, nhiều công ty lớn đang tìm cách thay đổi phương thức tiếp thị hướng đến tính chia sẻ, thân thiện và tương tác để quảng bá sản phẩm và chăm sóc khách hàng. Quảng cáo hiện nay không chỉ còn dừng ở một hình ảnh banner thông thường nữa, mà đã tiến đến tích hợp với những thông tin và tiện ích thu hút người dùng nhiều hơn.

## Lịch sử
Trong những ngày đầu của Internet, quảng cáo trực tuyến hầu hết bị cấm. Ví dụ: hai trong số các mạng tiền thân của Internet, ARPANET và NSFNet, có "những chính sách sử dụng được chấp nhận" đã cấm mạng "sử dụng cho các hoạt động thương mại của các tổ chức vì lợi nhuận". NSFNet bắt đầu loại bỏ lệnh cấm sử dụng mang tính thương mại vào năm 1991.

### E-mail
Là hình thức phổ biến đầu tiên ví dụ cho quảng cáo trực tuyến đã được sử dụng để quảng cáo. Vào ngày 3 tháng 5 năm 1978, một nhà tiếp thị từ DEC (Tập đoàn thiết bị kỹ thuật số), Gary Thuerk, đã gửi email đến hầu hết người dùng ở bờ tây nước Mỹ của mạng ARPANET để quảng cáo một ngôi nhà mở cho một mẫu máy tính mới của DEC. Mặc dù được chấp nhận bởi các chính sách hiện hành khi đó, quảng cáo qua email đã nhanh chóng mở rộng  và cuối cùng được gọi là " thư rác" - spam.
Tin nhắn spam phi thương mại quy mô lớn được biết đến đầu tiên được gửi vào ngày 18 tháng 1 năm 1994 bởi một quản trị viên hệ thống của Đại học Andrew, bằng cách đăng chéo một tin nhắn tôn giáo tới tất cả các nhóm tin USENET. Vào tháng 1 năm 1994, Mark E Miller đã bắt đầu công ty tiếp thị email đầu tiên để chọn tham gia danh sách email dưới tên miền Insideconnect.com. Ông cũng bắt đầu Hiệp hội tiếp thị email trực tiếp để giúp ngăn chặn email không mong muốn và ngăn chặn thư rác.
Bốn tháng sau, Laurence Canter và Martha Siegel, các đối tác trong một công ty luật, đã quảng bá rộng rãi các dịch vụ pháp lý của họ trong một bài đăng USENET có tiêu đề "Green Card Lottery – Final One?"  Thư rác USENET Thẻ xanh của Canter và Siegel đã nâng cao hồ sơ của quảng cáo trực tuyến, kích thích sự quan tâm rộng rãi đến quảng cáo thông qua cả Usenet và email truyền thống. Gần đây, thư rác đã phát triển thành một hoạt động công nghiệp hơn, nơi những kẻ gửi thư rác sử dụng đội quân máy tính bị nhiễm vi-rút (botnet) để gửi thư rác từ xa.

### Màn hình quảng cáo
Quảng cáo màn hình kỹ thuật số trực tuyến bắt đầu vào đầu những năm 1990 khi chủ sở hữu trang tìm kiếm các nguồn doanh thu bổ sung để hỗ trợ nội dung của họ. Dịch vụ trực tuyến thương mại Prodigy hiển thị các biểu ngữ ở dưới cùng của màn hình để quảng bá sản phẩm Sears. Quảng cáo web có thể nhấp chuột đầu tiên được Global Network Navigator bán vào năm 1993 cho một công ty luật ở Thung lũng Silicon. Năm 1994, quảng cáo biểu ngữ web trở thành xu hướng khi HotWired, thành phần trực tuyến của Wired Magazine và Pathfinder của Time Warner  bán quảng cáo biểu ngữ cho AT&T và các công ty khác. Quảng cáo AT&T đầu tiên trên HotWired có tỷ lệ nhấp qua 44% và thay vì hướng người nhấp vào trang web của AT&T, quảng cáo được liên kết với chuyến tham quan trực tuyến của bảy bảo tàng nghệ thuật nổi tiếng nhất thế giới.

### Quảng cáo Tìm kiếm
GoTo.com (được đổi tên thành Overture vào năm 2001 và được Yahoo! mua lại vào năm 2003) hình thức quảng cáo từ khóa tìm kiếm thông qua đấu giá đầu tiên vào năm 1998 :119 Google ra mắt dịch vụ tương tự là "AdWords" (hiện đã đổi tên thành Google Ads) vào năm 2000  và giới thiệu vị trí xếp hạng dựa trên chất lượng vào năm 2002, sắp xếp quảng cáo tìm kiếm dựa trên sự kết hợp giữa giá thầu quảng cáo và chất lượng của thông tin quảng cáo.  :123
Quảng cáo tìm kiếm thường tập trung thúc đẩy mọi người hành động, chẳng hạn như nhấp vào quảng cáo hoặc gọi điện cho doanh nghiệp. Các chiến dịch này hiển thị quảng cáo cho những người đang tích cực tìm kiếm thông tin.
Khi ai đó đang cố tình tìm kiếm một sản phẩm hoặc dịch vụ giống như của doanh nghiệp, họ có rất nhiều khả năng nhận thấy quảng cáo của doanh nghiệp hữu ích và sẽ nhấp vào quảng cáo đó.

### Xu hướng gần đây
Gần đây, các công ty đã tìm cách trộn các thông điệp quảng cáo của họ vào nội dung biên tập hoặc các dịch vụ có giá trị. Các ví dụ bao gồm Red Bull Media House của Red Bull phát trực tiếp cú nhảy của Felix Baumgartner từ không gian qua trực tuyến (tạp chí trực tuyến của Coca-Cola và các ứng dụng miễn phí của Nike để theo dõi hiệu suất). Các nhà quảng cáo cũng đang nắm lấy phương tiện truyền thông xã hội  và quảng cáo trên thiết bị di động; chi tiêu quảng cáo trên thiết bị di động đã tăng 90% mỗi năm từ năm 2010 đến 2013. :13
Theo phân tích của Ad Age Datacenter, năm 2017, hơn một nửa doanh thu của các đại lý quảng cáo đến từ công việc kỹ thuật số.
Quảng cáo tiếp thị trên di động
Quảng cáo trên di động là mảnh đất vô cùng màu mỡ và rất "hot" trong thời gian gần đây. Nguyên nhân trực tiếp tạo ra xu hướng này xuất phát từ sự tăng trưởng mạnh mẽ của thị trường smartphone và hàng loạt các phiên bản website dành cho điện thoại di động ra đời. Theo báo cáo mới nhất từ IAB, doanh thu toàn cầu của hình thức quảng cáo này đạt ngưỡng $5,3 tỷ trong năm 2011 và có thể tăng trưởng tới $11,6 tỷ vào năm nay. Nổi bật trong xu hướng này là hình thức quảng cáo tìm kiếm và quảng cáo hiển thị (banner, video, rich media). Còn tại Việt Nam, tính đến cuối tháng 12/2011, Việt Nam đã có hơn 16 triệu thuê bao di động 3G, tăng hơn 3,2 triệu so với thống kê vào tháng 1/2012 (theo Bộ TT&TT). Dự đoán, trong tương lai gần, con số này sẽ lên tới 30 triệu. Trên đây chỉ là một trong những dấu hiệu tích cực cho thấy: sự phát triển của xu hướng quảng cáo trên di động là tất yếu.
Xu hướng quảng cáo tương tác trên mạng xã hội (MXH)
Theo một cuộc khảo sát từ Alterian, nhiều công ty đang sử dụng MXH để thu hút khách hàng mới và nâng cao nhận thức về thương hiệu. Khảo sát này thăm dò ý kiến 400 giám đốc marketing cấp cao từ các thương hiệu lớn và thu được kết quả: 30,1% cho rằng thu hút khách hàng là mục tiêu quan trọng nhất trong tiếp thị qua MXH và 26,5% để tăng cường nhận thức về thương hiệu. Có đến 90% ý kiến tán thành việc phối hợp truyền thông xã hội trong chiến lược tiếp thị là rất quan trọng đối với các thương hiệu lớn trong giai đoạn hiện nay.
Xem xét trên thị trường Việt Nam, tuy xu hướng này đã có được bước khởi đầu thuận lợi song chưa tạo nên đột phá. Chỉ có khoảng 1% các doanh nghiệp chú trọng đến MXH như Cocacola Việt Nam, Converse Việt Nam, Megastar,.... Ngoài ra, đầu tư đang ở mức dè dặt, ngắt quãng tùy thời điểm/chiến dịch.
Xu hướng đa dạng hóa hình thức quảng cáo hiển thị thương hiệu
Chỉ trong vài năm gần đây, từ một thị trường quảng cáo trực tuyến còn non trẻ, tẻ nhạt với một vài hình thức quảng cáo banner thông thường, quảng cáo trực tuyến Việt Nam đang ngày càng phong phú, đa dạng, với nhiều chọn lựa mới như: CPM, CPC ...Trong đó, nếu xét theo tiêu chí quảng bá thương hiệu thì các hình thức quảng cáo CPM được đánh giá là lựa chọn tối ưu để thay thế hình thức quảng banner CPD truyền thống.

## Phương thức đưa quảng cáo đến người dùng

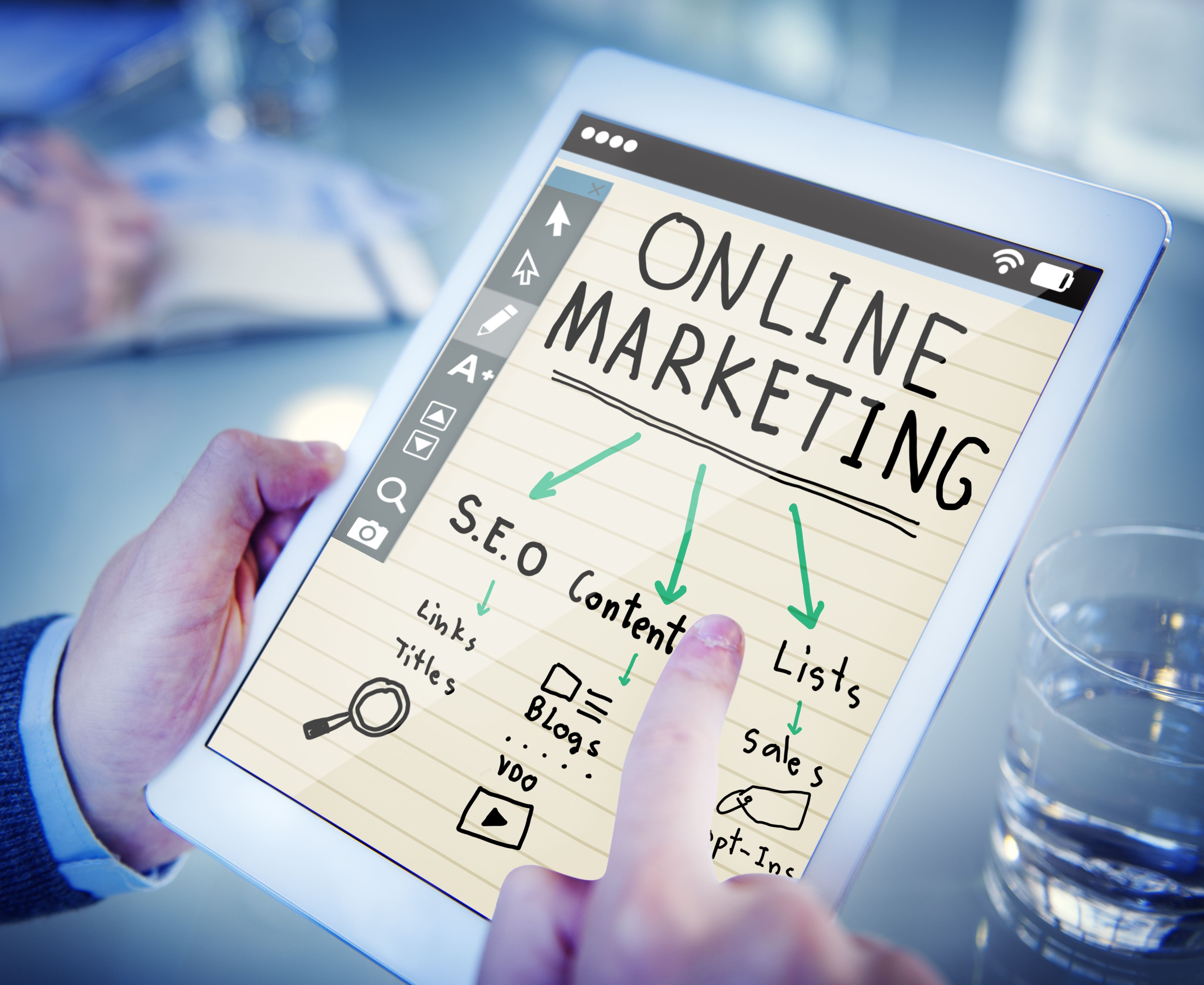
Tiếp thị trực tuyến

### Quảng cáo hiển thị

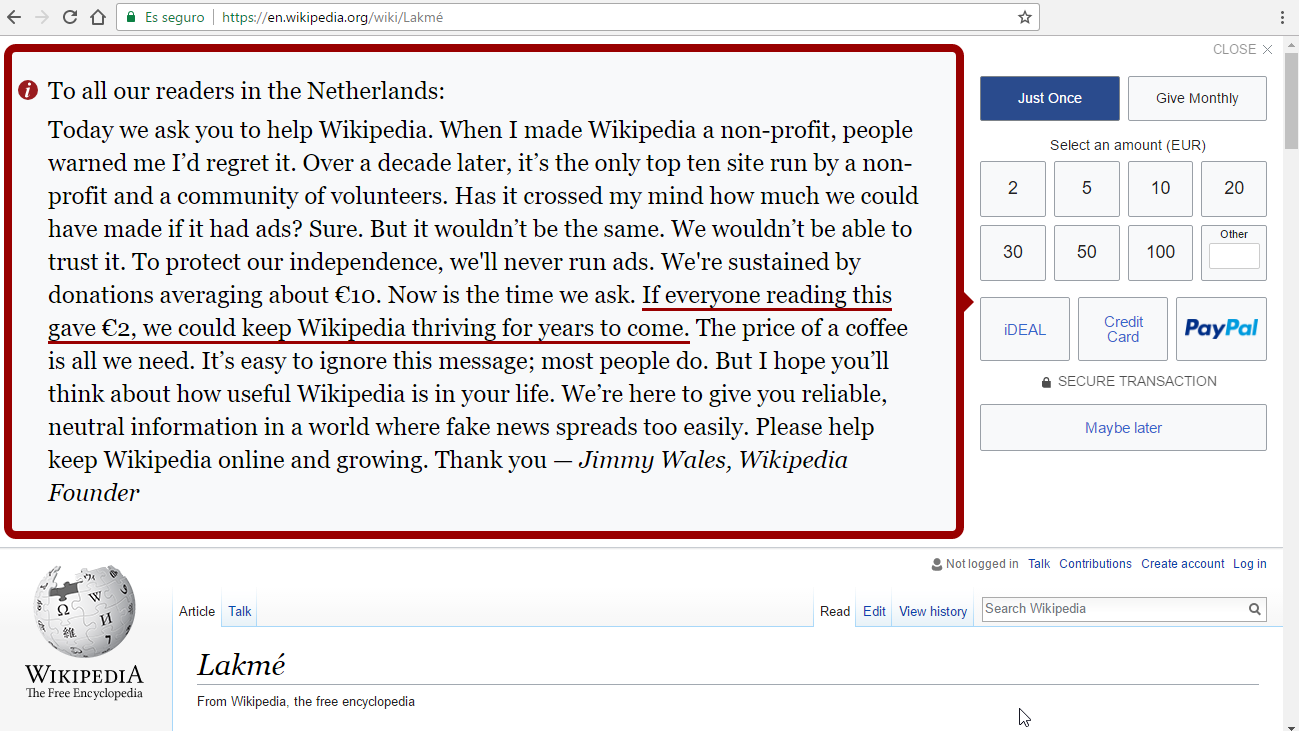
Ví dụ về quảng cáo hiển thị có tính năng nhắm mục tiêu theo địa lý

Quảng cáo hiển thị truyền tải thông điệp quảng cáo của nó một cách trực quan bằng văn bản, logo, hình động, video, hình ảnh hoặc đồ họa khác. Các nhà quảng cáo hiển thị thường nhắm mục tiêu người dùng với những đặc điểm cụ thể để tăng hiệu ứng của quảng cáo. Các nhà quảng cáo trực tuyến (thường thông qua các máy chủ quảng cáo của họ) thường sử dụng cookie, là các định danh duy nhất của các máy tính cụ thể, để quyết định quảng cáo nào sẽ phục vụ cho một người tiêu dùng cụ thể. Cookies có thể theo dõi xem người dùng có rời khỏi một trang mà không mua bất cứ thứ gì hay không, do đó, nhà quảng cáo sau đó có thể tái mục tiêu người dùng bằng quảng cáo từ trang web mà người dùng đã truy cập.
Khi nhà quảng cáo thu thập dữ liệu trên nhiều trang web bên ngoài về hoạt động trực tuyến của người dùng, họ có thể tạo hồ sơ chi tiết về sở thích của người dùng để phân phối quảng cáo được nhắm mục tiêu nhiều hơn. Tổng hợp dữ liệu này được gọi là nhắm mục tiêu theo hành vi. Các nhà quảng cáo cũng có thể nhắm mục tiêu đối tượng của họ bằng cách sử dụng theo ngữ cảnh để phân phối quảng cáo hiển thị liên quan đến nội dung của trang web nơi quảng cáo xuất hiện. :118 Quảng cáo hướng đối tượng, quảng cáo mục tiêu theo hành vi và quảng cáo theo ngữ cảnh đều được thiết kế để tăng lợi tức đầu tư của nhà quảng cáo hoặc ROI so với quảng cáo không được nhắm mục tiêu.
Các nhà quảng cáo cũng có thể phân phối quảng cáo dựa trên địa lý bị nghi ngờ của người dùng thông qua nhắm mục tiêu theo địa lý. Địa chỉ IP của người dùng cung cấp một số thông tin địa lý (tối thiểu, quốc gia hoặc khu vực chung của người dùng). Thông tin địa lý từ một IP có thể được bổ sung và chỉnh sửa bằng các proxy hoặc thông tin khác để thu hẹp phạm vi các vị trí có thể. Ví dụ: với các thiết bị di động, đôi khi các nhà quảng cáo có thể sử dụng máy thu GPS của điện thoại hoặc vị trí của các tháp di động gần đó. Cookie và dữ liệu liên tục khác trên máy của người dùng có thể giúp thu hẹp vị trí của người dùng hơn nữa.

#### Quảng cáo biểu ngữ web
Biểu ngữ web hoặc quảng cáo biểu ngữ thường là quảng cáo đồ họa được hiển thị trong một trang web, là một trong những hình thức quảng cáo online (trực tuyến) trên các website. Nhiều quảng cáo banner được phân phối bởi một máy chủ quảng cáo trung tâm.
Quảng cáo biểu ngữ có thể sử dụng đa phương tiện để kết hợp video, âm thanh, hình động (gifs), nút, biểu mẫu hoặc các yếu tố tương tác khác bằng cách sử dụng các phần mềm Java, HTML5, Adobe Flash và các chương trình khác.

##### Khung quảng cáo (banner truyền thống)
Khung quảng cáo là hình thức đầu tiên của biểu ngữ web.  Việc sử dụng của "quảng cáo biểu ngữ" thường đề cập đến quảng cáo khung truyền thống. Các nhà xuất bản trang web kết hợp quảng cáo khung bằng cách dành một không gian cụ thể trên trang web. Nguyên tắc Đơn vị Quảng cáo của Cục Quảng cáo Tương tác Mỹ (IAB) đề xuất kích thước pixel được tiêu chuẩn hóa cho các đơn vị quảng cáo.
Là hình thức quảng cáo banner thông dụng nhất, có dạng hình chữ nhật, chứa những đoạn text ngắn và bao gồm cả hoạt ảnh GIF (Graphic Interchange Format) và JPEG (Joint Photographic Experts Group), có khả năng kết nối đến một trang hay một website khác.
Quảng cáo banner truyền thống là một hình thức quảng cáo phổ biến nhất và được nhiều người lựa chọn nhất bởi vì thời gian tải nhanh, dễ thiết kế và thay đổi, dễ chèn vào website nhất.
Đây là những dải băng có thể di chuyển cuộn lại hoặc dưới hình thức nào đó. Hầu hết các dải băng quảng cáo kiểu này sử dụng hình ảnh dạng file có đuôi.GIF hoạt động giống như những cuốn sách lật gồm nhiều hình ảnh nối tiếp.
Hầu hết các dải băng động có từ 2 đến 20 khung. Kiểu quảng cáo này cực kì phổ biến, với lí do đơn giản là nó được nhấn vào nhiều hơn so với quảng cáo dải băng tĩnh. Vì có nhiều khung nên dải băng có thể đưa ra được nhiều thông tin và hình ảnh hơn quảng cáo dải băng tĩnh.
Hơn nữa, chi phí để tạo ra kiểu dải băng này cũng không tốn kém và kích cỡ của nó nhỏ, thường không quá 15 kilobytes.

##### Cửa sổ bật lên (popup)/ cửa sổ bật xuống (popdown)
Quảng cáo bật lên được hiển thị trong cửa sổ mới của trình duyệt web, mở phía trên cửa sổ trình duyệt ban đầu của khách truy cập trang web. Quảng cáo dưới cửa sổ mở ra một cửa sổ trình duyệt mới bên dưới cửa sổ trình duyệt ban đầu của khách truy cập trang web. :22 Quảng cáo dưới cửa sổ và các công nghệ tương tự hiện được các nhà chức trách trực tuyến như Google khuyên không nên dùng, họ tuyên bố rằng họ "không ủng hộ cách làm này".
Quảng cáo bằng pop-up còn được gọi là "emercial" hay "intermercials". Loại này giống với quảng cáo trên tivi chen ngang vào các chương trình.
Quảng cáo bằng pop-up là các mẫu quảng cáo gián đoạn có nhiều kích cỡ khác nhau, có khi chiếm cả màn hình có khi chỉ một góc nhỏ với mức độ tương tác khác nhau: từ quy mô tĩnh đến quy mô động.
Đặc điểm:
- Người sử dụng có thể nhấn bỏ quảng cáo gián đoạn xuất hiện trên màn hình (điều không thể làm được trên tivi), nhưng không thể biết được lúc nào nó lại xuất hiện. Các nhà marketing nói chung rất thích sử dụng quảng cáo gián đoạn vì chắc chắn nó sẽ được người sử dụng biết tới.
- Đồng thời nhà marketing có một cơ hội tốt hơn để truyền đi thông điệp về sản phẩm của mình mà không phải cạnh tranh với các nội dung khác trên màn hình, đồng thời có thể sử dụng nhiều hình ảnh hơn.
- Mặt trái của quảng cáo gián đoạn mà các nhà marketing cần chú ý là phải thực hiện như thế nào để không làm mất lòng khách hàng. Internet là phương tiện để tự do trao đổi thông tin, vào lúc ban đầu không có quảng cáo.
- Người sử dụng web thường không hài lòng về site nào mà nhà marketing buộc họ phải xem các quảng cáo gián đoạn. Để tránh điều này, ngày nay rất nhiều site sử dụng cửa sổ phụ (một cửa sổ nhỏ xuất hiện và chỉ chiếm 1/8 màn hình).

##### Quảng cáo nổi
Quảng cáo nổi hoặc quảng cáo phủ, là một loại quảng cáo đa phương tiện xuất hiện chồng lên nội dung của trang web được yêu cầu. Quảng cáo nổi có thể biến mất hoặc trở nên ít gây khó chịu hơn sau một khoảng thời gian được đặt trước.
Quảng cáo lớp phủ được coi là ít gây phiền nhiễu hơn so với cửa sổ bật lên vì chúng có thể được làm khá nhỏ và không chiếm màn hình. Quảng cáo nổi có lợi nhuận cao trong số các định dạng quảng cáo kỹ thuật số có sẵn. Các nghiên cứu trong ngành cho thấy quảng cáo lớp phủ thu được tỷ lệ nhấp (TLB) cao, trong vùng lân cận 30 lần nhấp trên một nghìn lần hiển thị. Số quảng cáo có thể mở rộng vượt quá TLB của quảng cáo biểu ngữ thông thường.
Người dùng thích tương tác. Các chiến dịch quảng cáo kỹ thuật số động được tạo bằng các quảng cáo bắt mắt độc đáo thu hút sự chú ý và chỉ huy. Ví dụ, để thu hút trí tưởng tượng của phân khúc thị trường du lịch, hãy hình dung một cửa sổ hoạt hình đột nhiên xuất hiện mô tả một bãi biển cát đẹp như tranh vẽ, nơi những người tắm nắng thư giãn và vui chơi.

##### Quảng cáo mở rộng
Quảng cáo mở rộng là quảng cáo khung đa phương tiện thay đổi kích thước theo một điều kiện được xác định trước, chẳng hạn như lượng thời gian mà khách truy cập dành cho trang web, người dùng nhấp vào quảng cáo hoặc di chuyển chuột qua quảng cáo. Quảng cáo mở rộng cho phép nhà quảng cáo đặt nhiều thông tin hơn vào không gian quảng cáo bị hạn chế.
Có một số lợi ích khi sử dụng quảng cáo có thể mở rộng và bao gồm:
- TLB cao hơn: do người dùng mở rộng theo hướng hành động có xu hướng nhấp nhiều hơn vào quảng cáo và tăng cơ hội cuối cùng tiếp cận trang đích của nhà quảng cáo
- Khuyến khích sự tham gia của người dùng: quảng cáo có thể mở rộng được thiết kế để nhận được nhấp chuột hoặc phản hồi từ người dùng. Hơn nữa, khi mở rộng, những quảng cáo này có thể cung cấp thêm chi tiết giúp tăng nhận thức về thương hiệu.
- Cơ hội để hiển thị thêm chi tiết: quảng cáo có thể mở rộng được thiết kế ở hai trạng thái và chỉ những người dùng quan tâm mới nhấp vào cái nhỏ hơn và có kích thước quảng cáo lớn hơn. Điều này cung cấp cho các nhà quảng cáo một cơ hội để cung cấp thêm chi tiết cho chỉ những người dùng quan tâm.

##### Biểu ngữ bẫy/lừa
Biểu ngữ bẫy là quảng cáo biểu ngữ trong đó bản sao quảng cáo bắt chước một số yếu tố màn hình mà người dùng thường gặp, như tin nhắn hệ điều hành hoặc tin nhắn ứng dụng phổ biến, để người dùng nhấp chuột quảng cáo. Biểu ngữ bẫy thường không đề cập đến nhà quảng cáo trong quảng cáo ban đầu và do đó chúng là một dạng mồi và chuyển đổi.  Biểu ngữ lừa thường thu hút tỷ lệ nhấp cao hơn mức trung bình, nhưng người dùng bị lừa có thể phẫn nộ với nhà quảng cáo vì đã lừa dối họ.
Biểu ngữ lừa là một phương pháp quảng cáo trực tuyến thành công và tạo lưu lượng truy cập đến một trang web cụ thể. Chủ sở hữu trang web cũng có thể kiếm tiền bằng cách cho phép quảng cáo biểu ngữ lừa trên trang web của họ và do đó chuyển hướng lưu lượng truy cập sang trang web khác. Các biểu ngữ lừa bị nhiều trang web chính thống ngăn cản vì chúng có thể làm mất lòng tin của khách truy cập khi sử dụng trang web đó. Khách truy cập thường không thích bất kỳ sự gián đoạn nào trong trình duyệt web của họ, đặc biệt là các phương tiện không trung thực và điều được quan sát là họ tránh truy cập các trang web có biểu ngữ lừa trong tương lai.

##### Quảng cáo News Feed
"Quảng cáo News Feed", còn được gọi là "Các câu chuyện được tài trợ", "Bài viết được tăng cường" ("Sponsored Stories", "Boosted Posts"), thường tồn tại trên các nền tảng truyền thông xã hội cung cấp một luồng thông tin cập nhật ổn định ("News feed" ) ở các định dạng quy định (ví dụ nhỏ hộp với kiểu đồng nhất). Những quảng cáo đó được đan xen với những tin tức không được quảng cáo mà người dùng đang đọc qua. Những quảng cáo đó có thể thuộc bất kỳ nội dung nào, chẳng hạn như quảng cáo trang web, trang fan hâm mộ, ứng dụng hoặc sản phẩm.
Một số ví dụ là: "Câu chuyện được tài trợ" của Facebook, "Cập nhật được tài trợ" của LinkedIn, và "Tweet được quảng cáo" của Twitter.
Định dạng quảng cáo hiển thị này rơi vào danh mục riêng vì không giống như quảng cáo biểu ngữ khá dễ phân biệt, định dạng của News Feed Ads kết hợp tốt với các cập nhật tin tức không phải trả tiền. Định dạng quảng cáo trực tuyến này mang lại tỷ lệ nhấp cao hơn nhiều so với quảng cáo hiển thị truyền thống.

#### Hiển thị tổng quan quy trình quảng cáo
Quá trình quảng cáo trực tuyến được hiển thị có thể có sự tham gia của nhiều bên. Trong trường hợp đơn giản nhất, nhà xuất bản trang web chọn và cung cấp quảng cáo. Các nhà xuất bản vận hành bộ phận quảng cáo của riêng họ có thể sử dụng phương pháp này. 

Quy trình phục vụ quảng cáo trực tuyến - trường hợp nhà xuất bản đơn giản

Quảng cáo có thể được gia công bởi một công ty quảng cáo theo hợp đồng với nhà xuất bản và được phục vụ từ các máy chủ của công ty quảng cáo. 

Quy trình phục vụ quảng cáo trực tuyến bằng cách sử dụng công ty quảng cáo

Quy trình phục vụ quảng cáo trực tuyến sử dụng đặt giá thầu trực tuyến

Ngoài ra, không gian quảng cáo có thể được cung cấp để bán trong thị trường đấu thầu bằng cách sử dụng sàn giao dịch quảng cáo và đặt giá thầu thời gian thực. Điều này liên quan đến nhiều bên tương tác tự động trong thời gian thực. Đáp lại yêu cầu từ trình duyệt của người dùng, máy chủ nội dung của nhà xuất bản sẽ gửi nội dung trang web tới trình duyệt của người dùng qua Internet. Trang này chưa chứa quảng cáo, nhưng chứa các liên kết khiến trình duyệt của người dùng kết nối với máy chủ quảng cáo của nhà xuất bản để yêu cầu các khoảng trống còn lại cho quảng cáo được điền vào quảng cáo. Thông tin xác định người dùng, chẳng hạn như cookie và trang đang được xem, được truyền đến máy chủ quảng cáo của nhà xuất bản.
Sau đó, máy chủ quảng cáo của nhà xuất bản giao tiếp với máy chủ nền tảng phía cung cấp. Nhà xuất bản đang cung cấp không gian quảng cáo để bán, vì vậy họ được coi là nhà cung cấp. Nền tảng bên cung cấp cũng nhận được thông tin nhận dạng của người dùng mà họ gửi đến nền tảng quản lý dữ liệu. Tại nền tảng quản lý dữ liệu, thông tin nhận dạng của người dùng được sử dụng để tra cứu thông tin nhân khẩu học, các lần mua trước và các thông tin khác mà các nhà quảng cáo quan tâm.
Nói chung, có ba loại dữ liệu thu được thông qua một nền tảng quản lý dữ liệu như vậy:
Dữ liệu của bên thứ nhất đề cập đến dữ liệu được truy xuất từ các nền tảng quản lý quan hệ khách hàng (CRM), ngoài trang web và nội dung phương tiện thanh toán hoặc dữ liệu đa nền tảng. Điều này có thể bao gồm dữ liệu từ hành vi, hành động hoặc sở thích của khách hàng.
Dữ liệu của bên thứ hai đề cập đến sự hợp nhất các số liệu thống kê liên quan đến nhóm cookie trên các ấn phẩm và nền tảng bên ngoài. Dữ liệu được cung cấp trực tiếp từ nguồn (trình quảng cáo, giải pháp được lưu trữ cho nền tảng xã hội hoặc phân tích). Cũng có thể đàm phán thỏa thuận với một nhà xuất bản cụ thể để bảo đảm các điểm dữ liệu hoặc đối tượng cụ thể.

Dữ liệu của bên thứ ba có nguồn gốc từ các nhà cung cấp bên ngoài và thường được tổng hợp từ nhiều trang web. Các doanh nghiệp bán dữ liệu của bên thứ ba và có thể chia sẻ dữ liệu này thông qua một loạt các đường phân phối.
Thông tin khách hàng này được kết hợp và trả lại cho nền tảng bên cung cấp, giờ đây có thể đóng gói cung cấp không gian quảng cáo cùng với thông tin về người dùng sẽ xem nó. Nền tảng bên cung cấp gửi đề nghị đó đến một sàn giao dịch quảng cáo.
Sàn giao dịch quảng cáo đưa ra lời đề nghị đấu thầu các nền tảng phía yêu cầu. Các nền tảng phía yêu cầu hoạt động thay mặt cho các công ty quảng cáo, những người bán quảng cáo về quảng cáo thương hiệu. Do đó, các nền tảng theo yêu cầu có quảng cáo sẵn sàng hiển thị và đang tìm kiếm người dùng để xem chúng. Các nhà thầu nhận thông tin về người dùng sẵn sàng xem quảng cáo và dựa trên thông tin đó để quyết định số tiền đề nghị để mua không gian quảng cáo. Theo Cục Quảng cáo Internet, một nền tảng phía cầu có 10 mili giây để đáp ứng với lời đề nghị. Sàn giao dịch quảng cáo chọn giá thầu chiến thắng và thông báo cho cả hai bên.
Sau đó, trao đổi quảng cáo chuyển liên kết đến quảng cáo trở lại thông qua nền tảng bên cung cấp và máy chủ quảng cáo của nhà xuất bản đến trình duyệt của người dùng, sau đó yêu cầu nội dung quảng cáo từ máy chủ quảng cáo của công ty. Do đó, công ty quảng cáo có thể xác nhận rằng quảng cáo đã được gửi tới trình duyệt.
Quá trình này được đơn giản hóa, theo IAB. Trao đổi có thể cố gắng dỡ bỏ không gian chưa bán ("hàng tồn") với giá thấp thông qua các sàn giao dịch khác. Một số cơ quan duy trì giá thầu bán trước được lưu trong bộ nhớ cache với các sàn giao dịch quảng cáo khác và những giá thầu này có thể được kiểm tra trước khi đi ra các nền tảng phía cầu bổ sung cho giá thầu. Quá trình quảng cáo trên thiết bị di động là khác nhau và có thể liên quan đến các nhà mạng di động và nhà sản xuất phần mềm thiết bị cầm tay.

### Quảng cáo đan xen
Một quảng cáo xen kẽ hiển thị trước khi người dùng có thể truy cập nội dung được yêu cầu, đôi khi trong khi người dùng đang chờ tải nội dung. Quảng cáo xen kẽ là một hình thức tiếp thị gián đoạn.. Theo tiêu chuẩn nâng cao của IAB, quảng cáo xen kẽ (còn được gọi là quảng cáo giữa các trang) có thể được hiển thị trên một trang web riêng hoặc xuất hiện ngắn gọn dưới dạng lớp phủ trên trang đích. Hơn nữa, các nguyên tắc quảng cáo trên thiết bị di động do Hiệp hội Tiếp thị Di động (MMA) tạo ra bao gồm quảng cáo xen kẽ trong ứng dụng, được tích hợp vào các ứng dụng, thay vì các trang web.

#### Quảng cáo văn bản
Một quảng cáo văn bản hiển thị các siêu liên kết dựa trên văn bản. Quảng cáo dựa trên văn bản có thể hiển thị riêng biệt với nội dung chính của trang web hoặc chúng có thể được nhúng bằng cách liên kết các từ hoặc cụm từ riêng lẻ với các trang web của nhà quảng cáo. Quảng cáo văn bản cũng có thể được phân phối thông qua tiếp thị qua email hoặc tiếp thị qua tin nhắn văn bản. Quảng cáo dựa trên văn bản thường hiển thị nhanh hơn quảng cáo đồ họa và có thể khó hơn cho các phần mềm chặn quảng cáo chặn loại quảng cáo này.

#### Quảng cáo hình ảnh
Quảng cáo hình ảnh là loại quảng cáo hiển thị phổ biến mà trong đó quảng cáo xuất hiện dưới dạng hình ảnh tĩnh trên các nền tảng dưới dạng một lớp phủ và được xem là một phần trong mạng lưới của nền tảng. Những quảng cáo này cũng có thể là gif, video hoặc tệp đa phương tiện, xuất hiện khi người dùng di chuột qua hoặc nhấp vào hình ảnh. Chúng bao gồm một tệp duy nhất, hình ảnh và một trang đích. Quảng cáo hình ảnh thường có đồ họa nền, logo doanh nghiệp và kêu gọi hành động. Quảng cáo hình ảnh giúp nâng cao nhận thức của người dùng về thương hiệu tốt.

#### Quảng cáo video
Quảng cáo video là hình thức quảng cáo hiển thị dưới dạng video, đây được xem là một trong những hình thức marketing trực tiếp và sinh động nhất.
Các hình thức quảng cáo video:
- In-stream video: là hình thức video quảng cáo xuất hiện trước (pre-roll video), trong (mid-roll video) hoặc sau (post-roll video) nội dung của video nội dung mà người dùng muốn xem.
- In-banner video: là hình thức video quảng cáo xuất hiện trong một biểu ngữ có kích thước chuẩn IAB, thường xuất hiện trên các trang website trực tuyến.
- In-text video (hay còn gọi là Out-stream video): là hình thức video quảng cáo xuất hiện giữa các bài viết của các trang website trực tuyến.

### Tiếp thị công cụ tìm kiếm (Search engine marketing)
Tiếp thị công cụ tìm kiếm, hoặc SEM, là quá trình tiếp thị với mục tiêu tăng khả năng hiển thị của trang web trong các trang kết quả của công cụ tìm kiếm (SERPs). Các công cụ tìm kiếm cung cấp kết quả được tài trợ (quảng cáo tìm kiếm có trả phí - PSA - Paid search advertising) và kết quả không phải trả tiền (không được tài trợ - SEO) dựa trên truy vấn của người tìm kiếm trên web. :117 Các công cụ tìm kiếm thường sử dụng tín hiệu trực quan để phân biệt các kết quả được tài trợ với các kết quả không phải trả tiền. Tiếp thị công cụ tìm kiếm bao gồm tất cả các hành động của nhà quảng cáo để làm cho danh sách của trang web nổi bật hơn cho các từ khóa chủ đề. Lý do chính đằng sau sự phổ biến ngày càng tăng của Search Engine Marketing là Google. Có một vài công ty có công cụ PPC và Analytics riêng. Tuy nhiên, khái niệm này đã được phổ biến bởi Google. Những từ khóa của Google Ad thuận tiện cho các nhà quảng cáo sử dụng và tạo chiến dịch. Và, họ nhận ra rằng công cụ này đã làm một công việc công bằng, bằng cách chỉ tính phí cho lần nhấp vào quảng cáo của ai đó, được báo cáo là chi phí mỗi lần nhấp mà một đồng xu được tính phí. Điều này dẫn đến việc các nhà quảng cáo theo dõi chiến dịch theo số lần nhấp và hài lòng rằng quảng cáo có thể được theo dõi.

#### Tối ưu hóa công cụ tìm kiếm (Search engine optimization)
Tối ưu hóa công cụ tìm kiếm hoặc SEO, cố gắng cải thiện thứ hạng tìm kiếm không phải trả tiền của trang web trong SERPs bằng cách tăng mức độ liên quan của nội dung trang web với cụm từ tìm kiếm. Các công cụ tìm kiếm thường xuyên cập nhật thuật toán của họ để xử phạt các trang web chất lượng kém cố gắng chơi trò chơi xếp hạng của họ, làm cho việc tối ưu hóa trở thành mục tiêu di động cho các nhà quảng cáo. Thực hiện SEO giúp thúc đẩy doanh nghiệp tối ưu hóa và nâng cao chất lượng website đạt tiêu chuẩn yêu cầu của công cụ tìm kiếm, đồng thời tạo trải nghiệm người dùng tốt hơn. Doanh nghiệp dễ dàng tiếp cận nhiều hơn lượng truy cập tiềm năng có khả năng chuyển đổi cao, từ đó tăng nhận thương hiệu trên thị trường. Nhiều công ty tìm kiếm có cung cấp dịch vụ SEO cho các công ty khác. :22

#### Quảng cáo tìm kiếm có trả tiền
Quảng cáo tìm kiếm có trả tiền hay PSA (còn được gọi là tim kiếm được tài trợ, liên kết được tài trợ, quảng cáo tìm kiếm hoặc tìm kiếm có trả tiền) cho phép các nhà quảng cáo được đưa vào kết quả được tài trợ của tìm kiếm cho các từ khóa đã chọn. Quảng cáo tìm kiếm thường được bán thông qua đấu giá theo thời gian thực, nơi các nhà quảng cáo đặt giá thầu cho các từ khóa. :118  Ngoài việc đặt giá tối đa cho mỗi từ khóa, giá thầu có thể bao gồm thời gian, ngôn ngữ, địa lý và các ràng buộc khác.  :118 Công cụ tìm kiếm ban đầu bán danh sách theo thứ tự giá thầu cao nhất.  :119 Các công cụ tìm kiếm hiện đại xếp hạng các danh sách được tài trợ dựa trên sự kết hợp của giá thầu, tỷ lệ nhấp dự kiến, mức độ liên quan của từ khóa và chất lượng trang web.

### Tiếp thị truyền thông xã hội
Tiếp thị truyền thông xã hội là xúc tiến thương mại được thực hiện thông qua các phương tiện truyền thông mạng xã hội. Đây là quá trình xây dựng các nội dung, hoạt động tiếp thị, truyền tải thông điệp để thúc đẩy sự tương tác và chia sẻ của người dùng trên từng kênh phương tiện truyền thông xã hội. Nhiều công ty quảng bá sản phẩm của họ bằng cách đăng cập nhật thường xuyên và cung cấp các ưu đãi đặc biệt thông qua hồ sơ truyền thông xã hội của họ. Video, câu đố tương tác, mini game và bài đăng được tài trợ đều là một phần của hoạt động này. Công cụ tiếp thị này giúp doanh nghiệp kết nối với khách hàng, nâng cao nhận thức về thương hiệu trong tâm trí họ và góp phần thúc đẩy bán hàng của doanh nghiệp. Thông thường những quảng cáo này được tìm thấy trên Facebook, Instagram, Twitter và Snapchat.

### Quảng cáo trên di động
Quảng cáo di động là bản sao quảng cáo được phân phối qua các thiết bị di động không dây như điện thoại thông minh, điện thoại tính năng hoặc máy tính bảng. Quảng cáo trên thiết bị di động có thể ở dạng quảng cáo hiển thị đa phương tiện tĩnh hoặc đa phương tiện, quảng cáo SMS (Dịch vụ tin nhắn ngắn) hoặc MMS (Dịch vụ nhắn tin đa phương tiện), quảng cáo tìm kiếm trên thiết bị di động hoặc quảng cáo trong các ứng dụng hoặc trò chơi di động (như quảng cáo xen kẽ, "Advergaming - game quảng cáo", hoặc tài trợ ứng dụng). :23 Các nhóm ngành như Hiệp hội Tiếp thị Di động đã cố gắng chuẩn hóa các thông số kỹ thuật của đơn vị quảng cáo trên thiết bị di động, tương tự như những nỗ lực của IAB cho quảng cáo trực tuyến nói chung.
Quảng cáo di động đang phát triển nhanh chóng vì nhiều lý do. Có nhiều thiết bị di động hơn trong lĩnh vực này, tốc độ kết nối đã được cải thiện (trong số những thứ khác, cho phép quảng cáo truyền thông phong phú hơn được phục vụ nhanh chóng), độ phân giải màn hình đã tiến bộ, các nhà xuất bản di động ngày càng tinh vi hơn trong việc kết hợp quảng cáo và người tiêu dùng đang sử dụng thiết bị di động mở rộng hơn. :14 Theo Trung tâm Nghiên cứu Quảng cáo Thế giới, sẽ có 73% người dùng internet dự kiến chỉ truy cập internet thông qua điện thoại thông minh vào năm 2025. Cục Quảng cáo Tương tác dự đoán tiếp tục tăng trưởng trong quảng cáo trên thiết bị di động với việc áp dụng nhắm mục tiêu dựa trên vị trí và các tính năng công nghệ khác không có sẵn hoặc có liên quan trên máy tính cá nhân.  :14 Vào tháng 7 năm 2014, Facebook đã báo cáo doanh thu quảng cáo trong quý 6 năm 2014 là 2,68 tỷ đô la, tăng 67% so với quý 2 năm 2013. Trong đó, doanh thu quảng cáo trên thiết bị di động chiếm khoảng 62%, tăng 41% so với năm trước. Năm 2018 cho biết Quảng cáo trên thiết bị di động được phân phối trên thiết bị di động hiện chiếm 65,1% tổng doanh thu quảng cáo trên internet.

### Quảng cáo qua email
Quảng cáo email là một phần của tiếp thị qua email, là loại quảng cáo sử dụng email để quảng bá sản phẩm hoặc dịch vụ và truyền tải thông điệp tới khách hàng (người nhận email). Những quảng cáo trong email có thể là quảng cáo biểu ngữ, các liên kết, nhà tài trợ quảng cáo,... loại quảng cáo này bao gồm toàn bộ email hoặc một phần của email. :22 Tiếp thị qua email có thể không được yêu cầu, trong trường hợp đó, người gửi có thể cung cấp cho người nhận tùy chọn từ chối các email trong tương lai hoặc có thể được gửi với sự đồng ý trước của người nhận (chọn tham gia). Doanh nghiệp có thể yêu cầu email của bạn và gửi thông tin cập nhật về sản phẩm mới hoặc bán hàng. Quảng cáo qua email hỗ trợ doanh nghiệp trong việc xây dựng hình ảnh thương hiệu, giúp tăng mối liên hệ và tạo lòng tin với khách hàng.

#### Quảng cáo qua trò chuyện
Trái ngược với tin nhắn tĩnh, quảng cáo trò chuyện đề cập đến tin nhắn thời gian thực được gửi đến người dùng trên một số trang web nhất định. Quảng cáo trò chuyện tạo ra các kết nối hai chiều thực sự giữa các thương hiệu và người tiêu dùng với mục đích thúc đẩy nhận thức, ý định / cân nhắc mua hàng và chuyển đổi. Điều này được thực hiện bằng phần mềm trò chuyện trực tiếp hoặc các ứng dụng theo dõi được cài đặt trong một số trang web nhất định với nhân viên điều hành đằng sau trang web thường bỏ quảng cáo khi lướt lưu lượng truy cập xung quanh các trang web. Trong thực tế, đây là một tập hợp con của quảng cáo email nhưng khác nhau vì cửa sổ thời gian của nó.

### Quảng cáo rao vặt trực tuyến
Quảng cáo rao vặt trực tuyến là quảng cáo được đăng trực tuyến trong một danh sách phân loại các sản phẩm hoặc dịch vụ cụ thể và có tính chuyên biệt. Ví dụ bao gồm bảng công việc trực tuyến, danh sách bất động sản trực tuyến, danh sách ô tô, trang vàng trực tuyến và danh sách dựa trên đấu giá trực tuyến. :22 Craigslist và eBay là hai nhà cung cấp nổi bật của danh sách quảng cáo rao vặt trực tuyến.

### Phần mềm quảng cáo
Phần mềm quảng cáo hay Adware là phần mềm, sau khi được cài đặt, sẽ tự động hiển thị quảng cáo trên máy tính của người dùng. Quảng cáo có thể xuất hiện trong chính phần mềm, được tích hợp vào các trang web được người dùng truy cập hay trong cửa sổ bật lên / cửa sổ bật xuống. Thông thường, nó sử dụng một phương thức ngầm để ngụy trang thành hợp pháp hoặc cõng trên một chương trình khác để lừa bạn cài đặt nó trên PC, máy tính bảng hoặc thiết bị di động. Một số chuyên gia bảo mật xem nó là tiền thân của những chương trình không mong muốn (PUP - Potentially Unwanted Program).  Phần mềm quảng cáo được cài đặt mà không có sự cho phép của người dùng là một loại phần mềm độc hại.
Một vài dấu hiệu điển hình cho thấy hệ thống có adware:
·       Quảng cáo xuất hiện ở những nơi nó không nên xuất hiện.
·       Trang chủ của trình duyệt web đã thay đổi một cách bí ẩn mà không có sự cho phép.
·       Các trang web thường truy cập không hiển thị đúng cách.
·       Liên kết trang web chuyển hướng đến các trang web khác không đúng ý.
·       Trình duyệt web bị chậm.
·       Thanh công cụ, extension hoặc plugin mới đột nhiên xuất hiện trên trình duyệt.
·       Máy Mac bắt đầu tự động cài đặt các ứng dụng phần mềm không mong muốn.
·       Trình duyệt bị treo.

### Tiếp thị liên kết
Tiếp thị liên kết là một hình thức tiếp thị cộng tác, xảy ra khi các nhà quảng cáo tổ chức các bên thứ ba để tạo ra khách hàng tiềm năng cho họ. Các chi nhánh của bên thứ ba nhận thanh toán dựa trên doanh số được tạo thông qua quảng cáo của họ. :22 Các nhà tiếp thị liên kết tạo ra lưu lượng truy cập để cung cấp từ các mạng liên kết và khi khách truy cập thực hiện hành động mong muốn, liên kết kiếm được một khoản hoa hồng. Những hành động mong muốn này có thể là gửi email, gọi điện thoại, điền vào biểu mẫu trực tuyến hoặc đơn hàng trực tuyến đang được hoàn thành. Các nhà tiếp thị liên kết tạo ra lưu lượng truy cập để cung cấp từ các mạng liên kết và khi khách truy cập thực hiện hành động mong muốn, liên kết kiếm được một khoản hoa hồng. Những hành động mong muốn này có thể là gửi email, gọi điện thoại, điền vào biểu mẫu trực tuyến hoặc đơn hàng trực tuyến đang được hoàn thành. Amazon.com là công ty đầu tiên đã thực hiện chương trình Tiếp thị liên kết và sau đó đã có hàng trăm công ty (Google, Yahoo, Paypal, Clickbank, Chitika, Infolinks, Godaddy, Hostgator&hellip,...) áp dụng hình thức này để tăng doanh số bán hàng online trên mạng.

### Tiếp thị nội dung
Tiếp thị nội dung  là bất kỳ hoạt động tiếp thị nào liên quan đến việc tạo và chia sẻ nội dung truyền thông, xuất bản để thu hút và giữ chân khách hàng. Đây là quá trình lập kế hoạch, tạo, phân phối, chia sẻ và xuất bản các nội dung để tiếp cận đối tượng mục tiêu của doanh nghiệp. Thông tin này có thể được trình bày dưới nhiều dạng bao gồm blog, tin tức, video, sách trắng, sách điện tử, infographics, tình huống thực tế, hướng dẫn sử dụng,... Loại hình tiếp thị này giúp doanh nghiệp cải thiện nhận thức về thương hiệu, tăng doanh số, kết nối với các thành viên đối tượng mục tiêu và thu hút khách hàng tiềm năng, tăng khả năng chuyển đổi thành khách hàng của doanh nghiệp.
Xem xét rằng hầu hết tiếp thị liên quan đến một số hình thức truyền thông được xuất bản, gần như (mặc dù không hoàn toàn) để gọi 'tiếp thị nội dung' bất cứ điều gì khác hơn là 'tiếp thị'. Tất nhiên, có các hình thức tiếp thị khác (tiếp thị trực tiếp, tiếp thị qua điện thoại, tiếp thị truyền miệng, v.v.) trong đó nhãn hiệu hữu ích hơn để xác định loại hình tiếp thị. Tuy nhiên, ngay cả những thứ này thường chỉ đơn thuần là trình bày nội dung mà họ đang tiếp thị dưới dạng thông tin theo cách khác với in ấn truyền thống, đài phát thanh, TV, phim, email hoặc phương tiện truyền thông web.

### Nền tảng tiếp thị trực tuyến
Nền tảng tiếp thị trực tuyến (OMP) là một nền tảng dựa trên web tích hợp kết hợp các lợi ích của thư mục kinh doanh, công cụ tìm kiếm địa phương, công cụ tối ưu hóa công cụ tìm kiếm (SEO), gói quản lý quan hệ khách hàng (CRM) và hệ thống quản lý nội dung (CMS). eBay và Amazon được sử dụng làm nền tảng quản lý hậu cần và tiếp thị trực tuyến. Trên Facebook, Twitter, YouTube, Pinterest, LinkedIn và các mạng truyền thông xã hội khác, tiếp thị trực tuyến bán lẻ cũng được sử dụng. Các nền tảng tiếp thị kinh doanh trực tuyến như Marketo, MarketBright và Pardot đã được các công ty CNTT lớn (Eloqua- Oracle, Neolane - Adobe và Unica - IBM) mua.
Không giống như tiếp thị truyền hình trong đó rating TV của Neilsen có thể dựa vào để chuẩn hóa số liệu người xem, các nhà quảng cáo trực tuyến không có một bên thứ ba độc lập nào để xác minh xem khiếu nại của các nền tảng trực tuyến lớn.

## Phương thức tính toán
Các nhà quảng cáo và nhà xuất bản sử dụng một loạt các phương pháp tính toán thanh toán chi phí quảng cáo. Trong năm 2012, các nhà quảng cáo đã tính toán 32% giao dịch quảng cáo trực tuyến trên cơ sở chi phí cho mỗi lần hiển thị (cost-per-impression), 66% cho hiệu suất của khách hàng (ví dụ: chi phí mỗi lần nhấp (cost per click) hoặc chi phí cho mỗi lần mua (cost per acquisition)) và 2% cho các phương pháp hiển thị và hiệu suất. :17

### CPM (cost per mille)
Chi phí cho mỗi mille, thường được viết tắt là CPM, có nghĩa là các nhà quảng cáo trả cho mỗi nghìn hiển thị thông điệp của họ cho khách hàng tiềm năng (mille là từ tiếng Latin có nghĩa là hàng nghìn). Trong ngữ cảnh trực tuyến, các hiển thị quảng cáo thường được gọi là "lần gây ấn tượng" (impression). Các định nghĩa về "lần hiển thị" là khác nhau giữa các nhà xuất bản, và một số lần hiển thị có thể không bị tính phí vì chúng không thể hiện sự tiếp xúc mới với khách hàng thực tế. Các nhà quảng cáo có thể sử dụng các công nghệ như dò lỗi web để xác minh xem quảng cáo có thưc sự được hiển thị hay không. :59 Tương tự, doanh thu được tạo có thể được đo bằng revenue per mille (RPM).
Các nhà xuất bản sử dụng nhiều kỹ thuật khác nhau để tăng lượt xem trang web, chẳng hạn như phân chia nội dung trên nhiều trang, sử dụng lại nội dung của người khác, sử dụng tiêu đề giật gân hoặc xuất bản nội dung lá cải hoặc nội dung nhạy cảm.
Quảng cáo CPM dễ bị "gian lận số hiển thị" và nhà quảng cáo, muốn khách truy cập vào trang web của họ, có thể không thấy rằng thanh toán cho mỗi lần hiển thị là một proxy tốt cho kết quả họ mong muốn. :1–4  :1–4
Một cách phổ biến để xác định hiệu quả của chiến dịch CPM là xem xét tỷ lệ nhấp hoặc tỷ lệ số lần nhấp mà quảng cáo nhận được so với tổng số lần hiển thị.
CPM là lý tưởng để đo lường các chiến dịch với mục tiêu tăng cường tiếp cận và nhận thức về thương hiệu thay vì các mục tiêu hành động cụ thể của người dùng, như cài đặt ứng dụng hoặc đăng ký dịch vụ.

### CPC (cost per click)
CPC (Cost per click) hoặc PPC (Pay per click) có nghĩa là nhà quảng cáo trả tiền mỗi khi người dùng nhấp vào quảng cáo. Quảng cáo CPC hoạt động tốt khi nhà quảng cáo muốn khách truy cập vào trang web của họ, nhưng đó là thước đo kém chính xác hơn cho các nhà quảng cáo muốn xây dựng nhận thức về thương hiệu. Thị phần của CPC đã tăng lên mỗi năm kể từ khi được đưa ra, làm lu mờ CPM để thống trị hai phần ba tất cả các phương thức thanh toán quảng cáo trực tuyến. :18  :1
Giống như số lần hiển thị, không phải tất cả các lần nhấp được ghi lại đều có giá trị đối với nhà quảng cáo. GoldSpot Media đã báo cáo rằng có tới 50% số lần nhấp vào quảng cáo biểu ngữ di động tĩnh là tình cờ và dẫn đến việc khách truy cập được chuyển hướng rời khỏi trang web mới ngay lập tức.
CPC là một yếu tố trong các loại quảng cáo, bao gồm:
- Quảng cáo văn bản
- Quảng cáo mua sắm
- Quảng cáo hình ảnh
- Quảng cáo video
- Tweet được quảng cáo
- Quảng cáo trên Facebook
- Quảng cáo trên Instagram
- Quảng cáo LinkedIn

Chi phí cho mỗi lần nhấp được tính bằng cách chia chi phí của chiến dịch quảng cáo phải trả cho số lần nhấp. Nếu muốn sử dụng một công cụ quảng cáo trực tuyến phổ biến như Google AdWords và đặt giá thầu cho các từ khóa để hiển thị quảng cáo phải trả tiền, những công cụ này sẽ thường sẽ hiển thị CPC cho các từ khóa mục tiêu.

### CPE (cost per engagement)
Chi phí cho mỗi lượt tương tác nhằm theo dõi không chỉ đơn vị quảng cáo được tải trên trang (nghĩa là một lần hiển thị đã được phân phối) mà còn cho người xem thực sự nhìn thấy và/hoặc tương tác với quảng cáo.
Tương tác này bao gồm bất kỳ tương tác nào của người tiêu dùng với quảng cáo, chẳng hạn như tạm dừng hoặc tắt tiếng video, đóng quảng cáo, nhấp qua trang web, chơi trò chơi nhỏ, tham gia khảo sát, đăng ký dùng thử miễn phí, xem xét sản phẩm hoặc chia sẻ bài đăng trên phương tiện truyền thông xã hội.
CPE thường được sử dụng để đo lường và tính phí trên các quảng cáo hiển thị kích thích tương tác như ảnh hoặc video, gọi chung là Rich-Media. Chúng ta có thể gặp cách tính phí này trên nền tảng Facebook Ads (like, share, comment) hoặc Google Ads.
Mô hình định giá CPE cho phép các nhóm tiếp thị đảm bảo họ nhận được một số tiền để đổi lấy số tiền họ chi cho các chiến dịch quảng cáo. Chi phí cho mỗi quảng cáo tương tác (CPE) là một cách làm rủi ro thấp để đảm bảo chi phí quảng cáo đều tạo ra kết quả có lợi cho nhà quảng cáo. Khi người dùng tham gia vào quảng cáo, làm cho quảng cáo thành công hoặc người dùng bỏ qua quảng cáo thì công ty không phải trả tiền.

### CPV (cost per view-chi phí cho mỗi lần xem)
Cost-Per-View, hoặc CPV, là phương thức tính phí cho quảng cáo video dựa trên số lượt xem mà quảng cáo nhận được. Một lượt xem được tính khi người xem xem 30 giây quảng cáo video (hoặc toàn bộ thời lượng video nếu quảng cáo video ngắn hơn 30 giây) hoặc tương tác với quảng cáo, tùy điều kiện nhà quảng cáo đưa ra. Cơ hội quảng cáo CPV cung cấp một nền tảng cho các doanh nghiệp kết nối với mục tiêu của họ, khiến nó trở thành một sự cân nhắc đáng giá cho các thương hiệu muốn mở rộng nhận thức. CPV là điểm chuẩn chính được sử dụng trong Chiến dịch quảng cáo trên YouTube, như một phần của nền tảng AdWords của Google.

#### Các loại quảng cáo CPV
Trong hệ thống Google TrueView, có hai cách khác nhau để bao gồm quảng cáo trong YouTube: In-Stream và In-Display.
Quảng cáo video trong luồng (In-Stresm) là những quảng cáo xuất hiện trước hoặc sau các video khác trên YouTube, tương đương với quảng cáo thương mại trên truyền hình. Người xem buộc phải xem 5 giây đầu tiên của quảng cáo, sau đó được cung cấp tùy chọn bỏ qua nếu họ muốn.
Quảng cáo trong màn hình (In-Display) là các video xuất hiện trực tiếp trên YouTube hoặc các kết quả tìm kiếm khác của Google và được trình bày dưới dạng các lựa chọn có thể nhấp cùng với các video khác.
Các nhà tiếp thị có thể tự do thử nghiệm các loại định dạng khác nhau với sự tự do tương đối, được đưa ra quy tắc 30 giây. Họ có thể thử các video ngắn, dài, hài hước, nghiêm túc, trong luồng hoặc trong màn hình và vẫn chỉ trả tiền cho những video hấp dẫn người xem. Điều này mang đến cho các nhà tiếp thị nhiều cơ hội để thử các cách tiếp cận khác nhau và tìm ra các lựa chọn hiệu quả nhất về chi phí.

### CPI (cost per install-giá mỗi lần cài đặt)
Phương pháp bồi thường CPI dành riêng cho các ứng dụng di động và quảng cáo trên thiết bị di động. Trong các chiến dịch quảng cáo CPI, các thương hiệu chỉ bị tính phí cố định khi ứng dụng được cài đặt.
Chi phí mỗi lần cài đặt (CPI) là giá để có được một khách hàng mới từ các quảng cáo trả tiền. Số liệu này đề cập đến các cài đặt trả phí trái ngược với các cài đặt đơn thuần.
- Cách tính chi phí cho mỗi lần cài đặt

($) Chi tiêu quảng cáo / (#) lượt cài đặt mới từ quảng cáo = ($) Chi phí cho mỗi lần cài đặt
Chi phí cho mỗi lần cài đặt được tính bằng cách chia chi tiêu quảng cáo (trong một khoảng thời gian cụ thể) cho số lần cài đặt mới từ cùng kỳ đó.
Ví dụ: nếu đã chi 200 đô la cho quảng cáo cho ứng dụng di động của mình và tạo ra 130 lượt cài đặt mới, Chi phí mỗi lần cài đặt sẽ là 1,53 đô la.
200/130 = 1,53 đô la.
- Ưu điểm:

Chi phí mỗi lần cài đặt là một số liệu cụ thể bằng việc theo dõi CPI cùng với Doanh thu trung bình trên mỗi người dùng (ARPU) để có thể đảm bảo rằng đang tạo ra nhiều doanh thu hơn số tiền chi tiêu để có được những người dùng đó.
- Nhược điểm:

CPI cho thấy một phân khúc hẹp về chi phí để có được người dùng hoặc khách hàng mới cho ứng dụng di động. Các cách tạo người dùng khác bao gồm lưu lượng truy cập không phải trả tiền (thường là từ tìm kiếm trong cửa hàng ứng dụng hoặc từ xếp hạng ứng dụng cao), giới thiệu người dùng, quan hệ đối tác đồng tiếp thị hoặc các nỗ lực tiếp thị nội dung khác (ví dụ: blog, trang web hoặc email).
Một nhược điểm khác của Cost Per Install là nó chỉ cho thấy sự bắt giữ ban đầu của người dùng mới. Vì rất có thể sẽ không giữ được 100% người dùng mới.

## Lợi ích của quảng cáo trực tuyến

#### Về vấn đề chi phí
Quảng cáo trực tuyến có chi phí thấp hơn so với quảng cáo ngoại tuyến (tivi, báo chí, quảng cáo ngoài trời,...) do tận dụng lợi thế về chi phí thấp khi triển khai các dịch vụ trực tuyến. Quảng cáo trực tuyến và đặc biệt là phương tiện truyền thông xã hội, cung cấp một phương tiện chi phí thấp để các nhà quảng cáo tham gia vào các cộng đồng lớn được thành lập.Quảng cáo trực tuyến mang lại lợi nhuận tốt hơn so với các phương tiện truyền thông khác.
Khả năng đo lường
Các nhà quảng cáo trực tuyến có thể thu thập dữ liệu về hiệu quả quảng cáo của họ, chẳng hạn như số khách hàng tiềm năng hoặc những phản hồi từ người xem. Nó có thể là làm thế nào để người xem biết tới quảng cáo của họ, liệu quảng cáo có dẫn đến việc bán được hàng, và liệu một quảng cáo có được hiển thị trong vùng có khả năng thấy của người xem. Điều này giúp các nhà quảng cáo cải thiện các chiến dịch quảng cáo của họ theo thời gian.

#### Các định dạng (kiểu) quảng cáo (Formatting)
Các nhà quảng cáo có nhiều cách trình bày thông điệp quảng cáo của họ, bao gồm khả năng chuyển tải hình ảnh, video, âm thanh, và các liên kết. Không giống như nhiều loại hình quảng cáo offline, quảng cáo trực tuyến có thể tương tác với người xem. Ví dụ như một số quảng cáo cho phép người dùng nhập câu truy vấn hoặc cho phép người dùng theo dõi các nhà quảng cáo trên các mạng xã hội và thậm chí còn có thể kết hợp với các trò chơi.

#### Khả năng hướng mục tiêu (Targeting)
Publisher (nhà xuất bản) có thể cung cấp cho các nhà quảng cáo khả năng tiếp cận với thị trường tùy biến và hẹp phù hợp với mục tiêu của quảng cáo. Quảng cáo trực tuyến có thể dùng vị trí địa lý của người xem để hiển thị các thông tin quảng cáo liên quan đến nơi họ đang sống. Ngoài ra, quảng cáo cũng có thể hiển thị riêng biệt đối với từng đối tượng cụ thể qua sự quan tâm và hành vi của họ trên internet. Ngoài ra, họ còn dùng kỹ thuật thống kê để tránh hiển thị thông tin quảng cáo đến cùng một người xem nhiều lần trong một khoảng thời gian định trước, điều này giúp giảm bớt sự khó chịu của người xem đối với các thông tin quảng cáo.

#### Phạm vi hiển thị
Hầu như không có bất kỳ giới hạn nào về vị trí địa lý mà thông tin quảng cáo có thể hiển thị với người xem (trừ khi các nhà quảng cáo không muốn). Ví dụ, với quảng cáo trên báo chí, thật khó để tờ báo tuổi trẻ có thể đến với những người Việt tại Mỹ, nhưng đối với quảng cáo trực tuyến thì điều này không trở thành trở ngại để có thể làm điều đó.

#### Tốc độ triển khai
Sau khi việc thiết kế quảng cáo hoàn tất, quảng cáo trực tuyến có thể được triển khai ngay lập tức. Việc phân phối quảng cáo không cần phải theo lịch xuất bản nội dung của publisher (nhà xuất bản). Hơn nữa việc thay thế các thông tin quảng cáo cũ có thể thực hiện nhanh hơn rất nhiều so với quảng cáo offline.